# 寡黙なお嬢様
『寡黙なお嬢様』（かもくなおじょうさま）は、ライブドアネットアニメにおいて出品されたアニメーション作品で一般の個人による製作物。デジタル漫画のような世界観を残しつつ展開する物語のテンポの良さやBGMに上手くマッチングしていることなどが審査員の好感を得て金賞を受賞した。そのため、シリーズ化することになり、現在リメイクされた第一話が公開されている。

## 登場人物紹介
- 少年(リメイク作ではフィリップ)

年齢は不明だが、洋館のおばあさんの発言にから覗えるようにお嬢様アリスよりは年上であると見られる。たまにドジを踏んでお嬢様から本を投げつけられる場面があるが、とても親切な少年であり努力家でもある。
- お嬢様(リメイク作ではアリス)

年齢は同じく不明で、少年よりは年下である。写真から洋館に住む一娘と推測される。また無口であり、人材不足になったのも彼女の性格が元であるようだ。恥ずかしい時、怒った時は本を投げつける癖がある。ケーキは大好物らしく、無視するはずだった少年の用意したケーキを「欲望に負けた」と自分でも自覚しながら食べようとしたが、結果少年のミスにより本を投げつける羽目に。
- ハンナ(原作には登場しない)

洋館(屋敷)を仕切る老女。人材不足と彼女(お嬢様アリス)を悩みの種としている。少年フィリップを雇う際に実情は隠して「手間は掛からない」と説明し、お嬢様のお目付け役にした。

## その他
原作にはないがリメイク作では写真があり、お嬢様と写る母親らしき人物がいる。後は一切不明。第二作に於いて、母親が亡くなっていることが判明する。またお嬢様を寡黙な性格にしたのが、それが理由である可能性が示唆された。

## 原作の概要
とある洋館のお嬢様の世話役で六人目で初めての男として雇われた少年は、寡黙で拒絶し続けるお嬢様を粘り強く世話をしていく。その内に、寡黙だったお嬢様が、彼に対して心を開いてくれるようになる。だんだんと変っていくお嬢様を表現している。ある意味では典型的パターンとも取れるが、その中に面白みがあることこそ本作品の見所である。本作は、お嬢様から見た視点で描かれている。

## リメイク作の概要(第一話)
とある洋館で人材不足を理由にお目付け役として雇われた少年フィリップは、寡黙で拒絶し続けるお嬢様（アリス）を粘り強く世話をしていく。結局一話目では一度も口を開かずに居たが、次の話で何かがあるものと見られる。また本作は、少年からの視点で描かれており、原作とは異なる展開を見せる。